# Hedwig Rohde
Hedwig Marie Rohde (* 10. April 1908 in Berlin-Lankwitz; † 3. August 1990 in Berlin-Steglitz) war eine deutsche Schriftstellerin und Publizistin.

## Leben
Als Tochter einer Geigerin und eines Architekten wuchs sie in Jena auf, wo sie von 1914 bis 1922 das Städtische Lyzeum und anschließend von 1922 bis 1923 die Städtische Handelsschule besuchte. Sie absolvierte eine Schauspiel- und Tanzausbildung und sammelte erste Erfahrungen am Theater. Außerdem verband sie, die eine Nachfahrin des Berliner Schriftstellers und Journalisten Adolf Glaßbrenner war, ihr Interesse an Literatur mit einer Arbeit im Eugen-Diedrichs-Verlag.
Später übersiedelte sie mit dem Vater nach Bremen, heiratete den Schauspieler und Regisseur Gunther Nauhart und war Mitarbeiterin bei den Bremer Nachrichten. Nach einer kurzen Zeit in Hannover, wo sie als Dramaturgin tätig war, zog das Ehepaar nach Berlin.
Von 1931 bis April 1933 arbeitete sie als Sekretärin in einer Berliner Anwaltspraxis und wechselte dann für ein Jahr fest in die Berlin-Redaktion der Kölnischen Zeitung. 1934 entschied sie sich für die Selbstständigkeit als Schriftstellerin und Journalistin. Auf diese Weise setzte sie ihre Tätigkeit bei der Kölnischen Zeitung fort. Bereits seit 1933 war sie Mitglied der Reichsschrifttumskammer. 1936 wurde ihre erste Erzählung Das dunke Herz veröffentlicht. Nach dem Tod Nauharts (1940) folgte die Eheschließung mit dem Komponisten und Dirigenten Horst Günther Schnell (gefallen 1943). Der gemeinsame Sohn Wolfgang Amadeus wurde im Jahr 1941 geboren. Nach der Evakuierung des Redaktionsbüros der Kölnischen Zeitung lebte Hedwig Rohde mit ihrem Sohn in Pommern.
1945 gelang ihr mit dem Kind die Flucht über Rostock nach Worpswede, wo sie sich ab November wieder der Schriftstellerei, vor allem dramatischen Arbeiten, widmete. Nebenher schrieb sie für den Weser Kurier über Theater, Tanz und Literatur. 1947 erschien der Roman Der entgiftete Apfel, den Heinz Ohff in die Tradition von Stefan Zweig stellte. Sie lernte den Maler Richard Oelze kennen, den sie 1951 heiratete und von dem sie sich 1954 wieder trennte. Die Scheidung erfolgte 1957.
Im Jahr 1954, direkt nach der Trennung, kehrte sie in ihre Geburtsstadt Berlin (West) zurück. Dort war sie bis 1990 als Kulturkorrespondentin, die vor allem Literatur-, Theater- und Ballettkritiken sowie Schriftstellerporträts verfasste, tätig. Sie lieferte Beiträge insbesondere für die Rhein-Neckar-Zeitung, den Tagesspiegel, den Sender Freies Berlin und den RIAS. Von 1965 bis 1987 war sie Mitglied im Vorstand des Verbandes der deutschen Kritiker.
Hedwig Rohde starb am 3. August 1990 in ihrer Steglitzer Wohnung. Ihr literarischer Nachlass befindet sich in der Akademie der Künste, Berlin.

## Über Hedwig Rohde
„Ihre Schriftstellerporträts zeugen von einfühlendem Mitdenken und ihre Buchrezensionen von geschärftem Sprachsensorium. Als Lyrikerin [bewegt sie sich] im Zwischenreich zwischen Wachsein und Wegsinken ins Reich der Tagträumereien […]. Die Niederschläge behalten ihren Realitätsbezug, sie sind formal frei, dialogisch und auch monologisch und entrücken doch ins bewußt Unbewußte. H. R. bleibt […] greifbar und ist doch nie vernutzt, verbraucht, abgegriffen in ihrer Sprache.“

„Sie ist eine Grenzgängerin zwischen den Künsten und dem kritischen Handwerk.“

„Gründlich unsentimental wie ihre Gedichte, bleibt sie unvergeßlich als Persönlichkeit in schwierigen Zeiten, zierlich, fast tänzerisch, in der Erscheinung an einen Vogel erinnernd, der sich immer wieder hoch aufzuschwingen versteht.“

„R.s Texte zeichnen sich v.a. durch strenges Formbewusstsein aus, das die tiefenpsychologisch geprägten Inhalte kanalisiert u. gestaltet. Spurensuche in der Welt zwischen Wirklichkeit u. Unbewusstem ist, beeinflusst durch das Werk C.G. Jungs, das große Thema ihrer Literatur. So kann z.B. in ihrem Lyrikband Traummaterial (Bln. 1977) das Realitätsfragment des Traums das einzelne Gedicht strukturieren.“

## Werke (Auswahl)
- 1936: Das dunkle Herz (Erzählung), S. Fischer Verlag, Berlin.
- 1939: Der Polyp (Fortsetzungserzählung), Kölnische Zeitung, November 1939.
- 1941: Frühling im Oktober (Novelle), H. Goverts Verlag, Hamburg.
- 1942: Drachensee (Erzählung), Suhrkamp Verlag, Berlin.
- 1946: Ein anderes Land (Drama), UA: 1950 in Witten.
- 1947: Der entgiftete Apfel (Roman), Friedrich Trüjen Verlag, Bremen.
- 1947: Heraklit – Fragmente (Herausgabe), Parus Verlag, Reinbek bei Hamburg.
- 1950: Die Frau, die die „Times“ las (Erzählung), Frankfurter Allgemeine Zeitung, 16. Januar 1950, Feuilleton, unpaginiert. Dieselbe Erzählung unter dem Titel Die Frau hinter der Zeitung, Der Tagesspiegel, Nr. 2787, 9. November 1954, Feuilleton, S. 3.
- 1952: Das Hörspiel macht sich selbständig (Essay), Die Literatur. Blätter für Literatur, Film, Funk und Bühne, Heft 11/1952, S. 7–8.
- 1957: Der Mann mit dem Brennglas, SDR, 11. Juni 1957.
- 1963: Orest und der Wal (Roman), Verlag Gallimard, Paris/Limes, Wiesbaden.
- 1964: In den Staubkammern (Hörspiel), RIAS, 6. Januar 1965.
- 1966: Zwischen zwei Türen (Hörspiel), RB, 21. April 1967.
- 1967: Ohne erkennbare Gründe (Hörspiel), RIAS 2, 2. Juni 1969.
- 1970: Traummaterial (Hörspiel), RB, 19. Oktober 1970.
- 1977: Traummaterial. lyrisch/dialogisch (Lyrik), Literarisches Colloquium Berlin (= LCB Editionen, Nr. 48), Berlin, ISBN 3-920392-55-8.
- 1987: Wohnungssuche (Lyrik), Galerie Wannsee Verlag, Berlin, ISBN 978-3-930923-08-3.
- 1989: Vollmond und Balkon (Lyrik). In: Neue Deutsche Hefte, Jg. 36, Heft 2/89, S. 250, 258.